# Лантаноид
| Атомски број | Хемијски елемент | Хемијски симбол |
| ------------ | ---------------- | --------------- |
| 57           | Лантан           |                 |
| 58           | Цер              |                 |
| 59           | Празеодимијум    |                 |
| 60           | Неодимијум       |                 |
| 61           | Прометијум       |                 |
| 62           | Самаријум        |                 |
| 63           | Еуропијум        |                 |
| 64           | Гадолинијум      |                 |
| 65           | Тербијум         |                 |
| 66           | Диспрозијум      |                 |
| 67           | Холмијум         |                 |
| 68           | Ербијум          |                 |
| 69           | Тулијум          |                 |
| 70           | Итербијум        |                 |
| 71           | Лутецијум        |                 |

Лантаноиди су група  од 15 елемената од лантана до лутецијума с атомским бројевима од 57 до 71 у периодном систему. Сви се налазе у F-блоку осим лутецијума. Постоје аранжмани који искључују или лантан или лутецијум из групе. Име су добили по лантану. Узрок њихове сличности са лантаном налази се у електронској структури - валентни 4f електрони имају енергију сличну 5d електронима. Код већине лантаноида најстабилнија су једињења у којима су тровалентни јони, која су у воденом раствору безбојна. Лантан и лантаноиди су реактивни елементи, иако се убрајају у групу унутрашњих прелазних метала, показују доста сличности са земно-алкалним металима. Повећањем атомске тежине, полупречник лантаноида се смањује, те електронегативност благо расте, и благо опадају њихове базне особине. Лантаноиди се деле на лаке (церијумове) лантаноиде, који обухватају све елементе до европијума, и тешке (итријумове) лантаноиде којима припадају остали лантаноиди. Двојни сулфати тешких лантаноида и алкалних метала су раствориви у води, а лаки нису. Лантаноиди се називају и „ретке земље” - иако се у природи налазе у знатнијим количинама, њихова налазишта су ретка.
Неформални хемијски симбол Ln се користи у општим дискусијама о хемији лантаноида као ознака за било који лантаноид. Сви лантаноиди осим једног елемента су елементи -блока, што одговара попуњавању 4f електронске љуске; у зависности од извора, лантан или лутецијум сматрају се елементом -блока, али су укључени због хемијске сличности са осталих 14. Сви лантаноидни елементи формирају тровалентне катјоне, Ln3+, чија хемија је у великој мери одређена јонским радијусом, који се постојано смањује од лантана до лутецијума.
Лантан и лутецијум су означени као елементи групе 3, јер имају један валентни електрон у 5d љусци. Међутим, оба елемента су често укључена у расправе о хемији елемената лантаноида. Лантан се чешће изоставља од та два елемента, јер је његово постављање као елемената групе 3 нешто чешће у текстовима и из семантичких разлога: пошто „лантаноид” значи „попут лантана”, и стога се тврди да лантан не може логично бити лантаноид, мада IUPAC потврђује његово укључивање на бази заједничке употребе.
У презентацијама периодног система, лантаноиди и актиноиди се обично приказују као два додатна реда испод главног дела табеле, са два држача места или на неки други начин одабраним једним елементом сваке серије (било лантаном и актинијумом, или лутецијумом и лоренцијумом) приказаним у једној ћелији главне табеле, између баријума и хафнијума, и радијума и радерфордијума. Ова конвенција у потпуности је ствар естетике и практичности обликовања; ретко коришћена периодична табела са широким форматом уноси низ лантанида и актинида на њихова одговарајућа места, као делове шестог и седмог реда (периоде) табеле.
Међународна унија за чисту и примењену хемију у својој „Црвеној књизи” из 1985. године (стр. 45), препоручује да се употребљава „лантаноид”, а не „лантанид”. Завршетак „-ид” обично означава негативни јон. Међутим, због широке постојеће употребе, „лантанид” је и даље дозвољен.

## Опште особине лантаноида
У образовању хемијске везе код лантаноида електрони из 4f-поднивоа мало учествују, чиме се објашњава њихова знатна међусобна сличност. Већина лантаноида јавља се заједно у природи, и веома се тешко одвајају један од другог. Откриће лантаноидних елемената је једна од најинтригантнијих прича у хемији. Та прича обухвата епизоде у којима се за један елемент мислило да је други, два елемента су идентификована као један, неки елементи су погрешно идентификовани, и тако даље. До 1907, међутим, конфузија нестала, и сви лантаниди (осим Прометијума) су били идентификовани. Најважнији извор лантаноида је монацит, налази се у Бразилу, Индији, Аустралији, Јужној Африци, и Сједињеним Државама. Састав монацита варира у зависности од његове локације, али генерално садржи око 50% лантаноидних једињења. Због сличности њихове структуре и њихових заједничке појаве, лантаноиди могу бити одвојени једни од других и пречишћени само уз знатни напор. Сходно томе, комерцијална производња лантанида има тенденцију да буде скупа. Као и већина метала, лантаниди су светло сребрног изгледа. Пет елемената(лантан, церијум, празеодијум, неодијум и еуропијум), су врло реактивни. Кадасу изложени ваздуху, они реагују са кисеоником и формирају слој оксида који се таложи на површини. Остали лантаноиди нису тако реактивни, а неки (Гадолинијум и Лутецијум), задржавају свој сребрно металик изглед дуго времена. Када се контаминирају неметалима, као што су кисеоник и азот, лантаноиди постану крте. Они такође проузрокују корозију лакше контаминације са другим металима, као што су калцијум. Њихов тачка топљења се креће од око 819 °C (1.506 °C), за итербијум око 1.663 °C (3.025 °C) за Лутецијум. Лантаноиди граде легуре са многим другим металима, и ове легуре испољавају широк спектар физичких својстава. Лантаноиди реагују споро са хладном водом, а брже са топлом водом и формирају водоников гас. Они су такође облик једињења са многим неметала, као што су водоник, флуор, фосфор, сумпор, хлор и др.

## Физичке особине елемената
| Хемијски елемент                                |            |           |          |           |       |          |        |                 |             |        |        |        |        |         |       |
| ----------------------------------------------- | ---------- | --------- | -------- | --------- | ----- | -------- | ------ | --------------- | ----------- | ------ | ------ | ------ | ------ | ------- | ----- |
| Атомски број                                    | 57         | 58        | 59       | 60        | 61    | 62       | 63     | 64              | 65          | 66     | 67     | 68     | 69     | 70      | 71    |
| Image                                           |            |           |          |           |       |          |        |                 |             |        |        |        |        |         |       |
| Густина (g/cm3)                                     | 6,162      | 6,770     | 6,77     | 7,01      | 7,26  | 7,52     | 5,244  | 7,90            | 8,23        | 8,540  | 8,79   | 9,066  | 9,32   | 6,90    | 9,841 |
| Тачка топљења (°)                               | 920        | 795       | 935      | 1024      | 1042  | 1072     | 826    | 1312            | 1356        | 1407   | 1461   | 1529   | 1545   | 824     | 1652  |
| Тачка кључања (°)                               | 3464       | 3443      | 3520     | 3074      | 3000  | 1794     | 1529   | 3273            | 3230        | 2567   | 2720   | 2868   | 1950   | 1196    | 3402  |
| Атомска електронска конфигурација (гасна фаза)* | 51         | 4151      | 43       | 4         | 45    | 46       | 47     | 4751            | 49          | 410    | 411    | 412    | 413    | 414     | 41451 |
| Метална решетка ()                              |            |           |          |           |       | **       |        |                 |             |        |        |        |        |         |       |
| Метални радијус ()                              | 162        | 181,8     | 182,4    | 181,4     | 183,4 | 180,4    | 208,4  | 180,4           | 177,3       | 178,1  | 176,2  | 176,1  | 175,9  | 193,3   | 173,8 |
| Отпорност на 25°                                | 57–80 20 ° | 73        | 68       | 64        |       | 88       | 90     | 134             | 114         | 57     | 87     | 87     | 79     | 29      | 79    |
| Магнетна сусцептибилност χ /10−6(3·−1)          | +95.9      | +2500 (β) | +5530(α) | +5930 (α) |       | +1278(α) | +30900 | +185000 (350 K) | +170000 (α) | +98000 | +72900 | +48000 | +24700 | +67 (β) | +183  |

* Између иницијалне  и финалне 6s2 електронске љуске
** Sm има тесно паковану структура попут осталих лантаноида, али има необично деветослојно понављање
Овај тренд тачке топљења која се повећава у серији, (лантан (920 °) - лутецијум (1622 °)) приписује се степену хибридизације орбитала 6s, 5d и 4f. Сматра се да је хибридизација највиша за церијум, који има најнижу тачку топљења од свих, 795 °. Лантаноидни метали су мекани; њихова тврдоћа се повећава низ серију. Европијум се издваја по томе што има најнижу густину у серији од 5,24 g/cm3 и највећи метални радијус у низу у 208,4 pm. То је упоредиво са баријумом, који има метални радијус 222 pm. Верује се да метал садржи већи Eu2+ јон и да у проводном опсегу постоје само два електрона. Итербијум такође има велики метални радијус, а слично објашњење је предложено. Отпорност метала лантаноида је релативно велика, креће се од 29 до 134 μΩ·cm. Ове вредности се могу упоредити са добрим проводником, као што је алуминијум, који има отпорност 2,655 μΩ·cm. С изузетком La, Yb и Lu (који немају неупарене f-електроне), лантаноиди су снажно парамагнетни, што се одражава на њихову магнетну сусцептибилност. Гадолинијум постаје феромагнетан испод 16 ° (Киријева тачка). Други тежи лантаниди - тербијум, диспрозијум, холмијум, ербијум, тулијум и итербијум - постају феромагнетни на много нижим температурама.

## Једињења лантаноида
Најпознатија лантаноидна легура - Ауер метал, је мешавина церијума и гвожђа која производи искру приликом ударца. Дуго је коришћена као кремен за цигаретне и гас упаљаче. Ауер метал је један у низу мешовитих лантаноидних легура познат као монацит метал. Монацит метали се састоје од различите количине лантаноидних метала, углавном церијум и мање количине других, као што су лантан, неодијуми, празеодијум. Они се користе да пренесу снагу, тврдоћу и инертност структуралним материјала. Они су такође коришћени за уклањање кисеоника и сумпорних нечистоћа из различитих индустријских система. У последњих неколико година, јефтиније методе су развијене за производњу лантаноидних легура. Као резултат тога, они су сада применљиви у различитим сферама. Једна таква примена је у својству катализатора, супстанци које убрзавају хемијске реакције. У индустрији прераде, на пример, лантаноиди се користе као катализатори у конверзији сирове нафте у бензин, керозин, дизел, лож уље и друге производе. Лантаноиди се такође користе као фосфором тј. као боја за телевизорске екране. Керамичка индустрија користи лантаноидне оксиде приликом бојења керамике и стакла. Лантаноиди такође имају различите нуклеарне апликације. Зато што апсорбују неутроне, који се користе као део шипке за регулисање нуклеарних реактора. Такође се користе као заштитни материјал и као структурна компонента у реакторима. Неки лантаноиди имају магнетна својства. На пример, кобалт и магнетит су веома јаки стални магнети.